# Eleição municipal de Manaus em 2020
A eleição municipal da cidade de Manaus em 2020 ocorreu no dia 15 de novembro (primeiro turno) e 29 de novembro (segundo turno, se necessário), com o objetivo de eleger um prefeito, um vice-prefeito e quarenta e um vereadores responsáveis pela administração da cidade, que se iniciará em 1° de janeiro de 2021 e com término em 31 de dezembro de 2024. Este processo eleitoral está marcado pela intensa sucessão para o cargo ocupado pelo atual prefeito Arthur Virgílio Neto, do PSDB,que por ter sido reeleito em 2016 para mais um mandato, não pode concorrer a reeleição. Cerca de 11 candidatos disputaram o primeiro turno dessas eleições e apenas David Almeida (Avante) e Amazonino Mendes (Podemos) disputaram o segundo turno.
Originalmente, as eleições ocorreriam em 4 de outubro (primeiro turno) e 25 de outubro (segundo turno, caso necessário), porém, com o agravamento da pandemia de COVID-19 no Brasil, as datas foram modificadas.
Segundo dados de fontes confiáveis, 11 candidatos disputaram o primeiro turno das eleições municipais de 2020 em Manaus, eles são:
• Amazonino Mendes (Podemos)
• David Almeida (Avante)
• Zé Ricardo (PT)
• Chico Preto (DC)
• Ricardo Nicolau (PSD)
• Coronel Menezes (Patriota)
• Capitão Alberto Neto (Republicanos)
• Alfredo Nascimento (PL)
• Romero Reis (NOVO)
• Marcelo Amil (PCdoB)
• Gilberto Vasconcelos (PSTU)
Fonte: https://g1.globo.com/am/amazonas/eleicoes/2020/resultado-das-apuracoes/manaus.ghtml
Em 29 de novembro de 2020, David Almeida (AVANTE) é eleito prefeito de Manaus (AM) com 99,32 % de urnas apuradas e 51,24% dos votos válidos. Foi uma das disputas mais acirradas do segundo turno. 

## Contexto político e pandemia
As eleições municipais de 2020 estão sendo marcadas, antes mesmo de iniciada a campanha oficial, pela pandemia de COVID-19 no Brasil, o que está fazendo com que os partidos remodelem suas estratégias de pré-campanha. O Tribunal Superior Eleitoral (TSE) autorizou os partidos a realizarem as convenções para escolha de candidatos aos escrutínios por meio de plataformas digitais de transmissão, para evitar aglomerações que possam proliferar o coronavírus. Alguns partidos recorreram a mídias digitais para lançar suas pré-candidaturas. Além disso, a partir deste pleito, será colocada em prática a Emenda Constitucional 97/2017, que proíbe a celebração de coligações partidárias para as eleições legislativas, o que pode gerar um inchaço de candidatos ao legislativo.

## Candidaturas definidas
| Candidato(a) ao cargo de prefeito | Candidato(a) ao cargo de prefeito | Candidato(a) ao cargo de prefeito | Candidato(a) ao cargo de prefeito    | Candidato(a) ao cargo de vice-prefeito | Candidato(a) ao cargo de vice-prefeito | Número eleitoral | Coligação                                                      | Tempo de horário eleitoral |
| Nome                              | Partido                           | Foto                              | Último cargo eletivo                 | Nome                                   | Partido                                | Número eleitoral | Coligação                                                      | Tempo de horário eleitoral |
| --------------------------------- | --------------------------------- | --------------------------------- | ------------------------------------ | -------------------------------------- | -------------------------------------- | ---------------- | -------------------------------------------------------------- | -------------------------- |
| Alfredo Nascimento                | PL                                |                                   | Deputado federal (2015-2019)         | Conceição Sampaio                      | PSDB                                   | 22               | Trabalho bom merece continuar - PL - PSDB                      | 1min13s                    |
| Amazonino Mendes                  | PODE                              |                                   | Governador do Amazonas (2017-2018)   | Wilker Barreto                         | PODE                                   | 19               | Juntos podemos mais - Podemos - MDB - PSL - Cidadania          | 2min7s                     |
| Capitão Alberto Neto              | Republicanos                      |                                   | Deputado federal (2019-atualidade)   | Orsine Jr                              | PMN                                    | 10               | Aliança por Manaus - Republicanos - PMN* - PTB                 | 50s                        |
| Chico Preto                       | DC                                |                                   | Vereador de Manaus (2017-atualidade) | Ten Cel Augusto Cézar Pitbull          | DC*                                    | 27               | Partido isolado                                                | -                          |
| Coronel Menezes                   | Patriota                          |                                   | Nunca ocupou cargo eletivo           | Delegado Costa e Silva                 | Patriota                               | 51               | Partido isolado                                                | 16s                        |
| David Almeida                     | Avante                            |                                   | Deputado Estadual (2007-2019)        | Marcos Rotta                           | DEM                                    | 70               | Avante Manaus - Avante - DEM - PTC* - PMB* - PROS - PV - PRTB* | 58s                        |
| Gilberto Vasconcelos              | PSTU                              |                                   | Nunca ocupou cargo eletivo           | Maria Auxiliadora                      | PSTU*                                  | 16               | Partido isolado                                                | -                          |
| Zé Ricardo                        | PT                                |                                   | Deputado federal (2019-2023)         | Marklize Siqueira                      | PSOL                                   | 13               | Manaus pela vida, pelos pobres - PT - PSOL - REDE* - PCB*      | 1min16s                    |
| Marcelo Amil                      | PCdoB                             |                                   | Nunca ocupou cargo eletivo           | Dora Brasil                            | PCdoB                                  | 65               | Partido isolado                                                | 17s                        |
| Ricardo Nicolau                   | PSD                               |                                   | Deputado Estadual (2007-2019)        | George Lins                            | PP                                     | 55               | Pra voltar a acreditar - PSD - PP - PSB - Solidariedade - PDT  | 2min44s                    |
| Romero Reis                       | NOVO                              |                                   | Nunca ocupou cargo eletivo           | Eduardo Costa                          | NOVO                                   | 30               | Partido isolado                                                | 15s                        |

Os partidos com asterisco (*) não têm direito ao tempo de horário eleitoral devido a cláusula de barreira

## Pesquisas eleitorais
| Fonte | Data(s) conduzidas | Amostragem | Amazonino Mendes PODE | David Almeida Avante | Ricardo Nicolau PSD | Zé Ricardo PT | Capitão Alberto Neto REPUBLICANOS | Coronel Menezes PATRI | Alfredo Nascimento PL | Chico Preto DC | Romero Reis NOVO | Marcelo Amil PCdoB | Abst. Indec. | Outros | Vantagem |  |  |  |
| ----- | ------------------ | ---------- | --------------------- | -------------------- | ------------------- | ------------- | --------------------------------- | --------------------- | --------------------- | -------------- | ---------------- | ------------------ | ------------ | ------ | -------- |  |  |  |
| Fonte | Data(s) conduzidas | Amostragem |                       |                      |                     |               |                                   |                       |                       |                |                  |                    | Abst. Indec. | Outros | Vantagem |  |  |  |
| Ibope | 9-10 Nov           | 504        | 24%                   | 18%                  | 14%                 | 9%            | 8%                                | 8%                    | 5%                    | 2%             | 2%               | 1%                 | 10%          | –      | 6%       |  |  |  |
| lbope | 26-28 Out          | 504        | 24%                   | 16%                  | 13%                 | 8%            | 9%                                | 5%                    | 5%                    | 2%             | 2%               | –                  | 15%          | –      | 8%       |  |  |  |
| lbope | 12-14 Out          | 504        | 25%                   | 13%                  | 11%                 | 10%           | 7%                                | 6%                    | 3%                    | 3%             | 2%               | 1%                 | 19%          | –      | 12%      |  |  |  |

## Debates

### Primeiro turno
| Data           | Organizador(es)   | Alfredo Nascimento (PL) | Amazonino Mendes (Podemos) | Capitão Alberto Neto (Republicanos) | Coronel Menezes (Patriota) | David Almeida (Avante) | Zé Ricardo (PT) | Marcelo Amil (PCdoB) | Romero Reis (NOVO) | Ricardo Nicolau (PSD) | Gilberto Vasconcelos (PSTU) | Chico Preto (DC) |
| -------------- | ----------------- | ----------------------- | -------------------------- | ----------------------------------- | -------------------------- | ---------------------- | --------------- | -------------------- | ------------------ | --------------------- | --------------------------- | ---------------- |
| 1.º de outubro | Band Amazonas     | Convidado               | Ausente                    | Convidado                           | Convidado                  | Convidado              | Convidado       | Convidado            | Convidado          | Convidado             | Não convidado               | Não convidado    |
| 6 de novembro  | TV Norte Amazonas | Convidado               | Ausente                    | Convidado                           | Convidado                  | Convidado              | Convidado       | Convidado            | Convidado          | Convidado             | Não convidado               | Não convidado    |
| 12 de novembro | Band Amazonas     | Convidado               | Ausente                    | Convidado                           | Convidado                  | Convidado              | Convidado       | Convidado            | Convidado          | Convidado             | Não convidado               | Não convidado    |
| 12 de novembro | TV A Crítica      | Convidado               | Ausente                    | Convidado                           | Convidado                  | Convidado              | Convidado       | Convidado            | Convidado          | Convidado             | Não convidado               | Não convidado    |

## Resultados

### Prefeitura
Fonte: TSE
| Candidato(a)                        | Vice                              | 1º turno 15 de novembro de 2020 | 1º turno 15 de novembro de 2020 | 2º turno 29 de novembro de 2020 | 2º turno 29 de novembro de 2020 |  |  |
| Candidato(a)                        | Vice                              | Votos                           | Porcentagem                     | Votos                           | Porcentagem                     |  |  |
| ----------------------------------- | --------------------------------- | ------------------------------- | ------------------------------- | ------------------------------- | ------------------------------- |  |  |
| David Almeida (Avante)              | Marcos Rotta (DEM)                | 218.929                         | 22,74%                          | 466.970                         | 51,27%                          |  |  |
| Amazonino Mendes (PODE)             | Wilker Barreto (PODE)             | 234.088                         | 24,31%                          | 443.747                         | 48,73%                          |  |  |
| Zé Ricardo (PT)                     | Marklize Siqueira (PSOL)          | 139.846                         | 14,52%                          | Não participaram                | Não participaram                |  |  |
| Ricardo Nicolau (PSD)               | George Lins (PP)                  | 118.289                         | 12,29%                          | Não participaram                | Não participaram                |  |  |
| Coronel Menezes (Patriota)          | Delegado Costa e Silva (Patriota) | 110.805                         | 11,51%                          | Não participaram                | Não participaram                |  |  |
| Capitão Alberto Neto (Republicanos) | Orsine Jr (PMN)                   | 76.576                          | 7,95%                           | Não participaram                | Não participaram                |  |  |
| Alfredo Nascimento (PL)             | Conceição Sampaio (PSDB)          | 31.676                          | 3,29%                           | Não participaram                | Não participaram                |  |  |
| Romero Reis (NOVO)                  | Eduardo Costa (NOVO)              | 29.102                          | 3,02%                           | Não participaram                | Não participaram                |  |  |
| Marcelo Amil (PCdoB)                | Dôra Brasil (PCdoB)               | 2.820                           | 0,29%                           | Não participaram                | Não participaram                |  |  |
| Gilberto Vasconcelos (PSTU)         | Maria Auxiliadora (PSTU)          | 742                             | 0,08%                           | Não participaram                | Não participaram                |  |  |
| Total de votos válidos              | Total de votos válidos            | 979.014                         | 100%                            | Não participaram                | Não participaram                |  |  |
| → Votos válidos                     | → Votos válidos                   | 979.014                         | 89,91%                          |                                 |                                 |  |  |
| → Votos brancos                     | → Votos brancos                   | 43.981                          | 4,04%                           |                                 |                                 |  |  |
| → Votos nulos                       | → Votos nulos                     | 65.831                          | 6,05%                           |                                 |                                 |  |  |
| Total de votos                      | Total de votos                    | 1.088.826                       | 100%                            |                                 |                                 |  |  |

| Partido | Partido      | Candidato | Votos   | Votos (%) |
| ------- | ------------ | --------- | ------- | --------- |
|         | PODE         | Amazonino | 234 088 | 24,31%    |
|         | Avante       | David     | 218 909 | 22,74%    |
|         | PT           | Ze        | 139 846 | 14,52%    |
|         | PSD          | Nicolau   | 118 289 | 12,29%    |
|         | Patriota     | Menezes   | 110 805 | 11,51%    |
|         | Republicanos | Alberto   | 76 576  | 7,95%     |
|         | PL           | Alfredo   | 31 676  | 3,29%     |
|         | NOVO         | Romero    | 29 102  | 3,02%     |
|         | PCdoB        | Amil      | 2 820   | 0,29%     |
|         | PSTU         | Gilberto  | 742     | 0,08%     |
| Totais  | Totais       | Totais    | 962 853 |           |

| Partido | Partido | Candidato | Votos   | Votos (%) |
| ------- | ------- | --------- | ------- | --------- |
|         | Avante  | David     | 466 907 | 51,27%    |
|         | PODE    | Amazonino | 443 747 | 48,73%    |
| Totais  | Totais  | Totais    | 910 654 |           |